# Octavio Garrigós
Juan Antonio Octavio Mariano Garrigós Sánchez Boado (Buenos Aires, 1834-ib., 1874) fue un abogado y político argentino del siglo XIX.

## Biografía
Gorrigós nació en Buenos Aires el 15 de agosto de 1834. En 1852 se recibe de abogado, junto a Adolfo Alsina, José Evaristo Uriburu y Jacinto Cárdenas, entre otras figuras de relevante actuación política argentina. Se gradúa en doctor en jurisprudencia con una tesis denominada «Preferencia de los acreedores por título oneroso a los por título lucrativo».
Fue electo diputado en 1870, siendo su presidente entre 1872 y 1873, convirtiéndose en uno de los presidentes más jóvenes del órgano legislativo. En el acta de sesiones del 30 de septiembre de 1870 consta que: «se comunica el nombramiento de los diputados Marco Avellaneda y Octavio Garrigós, para integrar la Junta del Crédito Público Nacional». En el acta de sesiones de 12 de mayo de 1872 se encuentra escrito: «...acusa recibo de la nota en que se comunica que la Cámara quedó organizada, nombrando a Octavio Garrigós Presidente, a Cleto del Campillo Vicepresidente primero y segundo a Eduardo Costa». 
Durante su mandato como presidente de la cámara se dieron los debates de las leyes propuestas por Domingo Faustino Sarmiento. Se había forjado buena fama de orador, lo que motiva que Sarmiento le ofrezca el Ministerio de Hacienda, cargo que al que no accede por cuestiones de salud. Sin embargo, ocupó distintos cargos públicos, entre ellos, miembro del directorio del Banco de la Provincia de Buenos Aires, vocal del crédito público nacional 
entre 1870 y 1871, como también vicepresidente de la Municipalidad de Buenos Aires. 
En 1873 publica un libro que aborda la historia del Banco de la Provincia de Buenos Aires, un trabajo con apéndices de documentos legislativos y administrativos. Solía firmar sus escritos con el seudónimo de «Aristarco».
Falleció sorpresivamente de una enfermedad que lo mató en poco tiempo el 10 de enero de 1874. Se encontraba casado con Teodomira Ocampo. 